# فيل جونسون
فيل جونسون (بالإنجليزية: Wil Johnson)‏ هو ممثل بريطاني، ولد في 23 أبريل 1965 في المملكة المتحدة.

## أعمال

### أفلام
- (2010) في عالم أفضل[4][5]

## وصلات خارجية
- فيل جونسون على موقع IMDb (الإنجليزية)
- فيل جونسون على موقع قاعدة بيانات الأفلام العربية
- فيل جونسون على موقع ألو سيني (الفرنسية)
- فيل جونسون على موقع أول موفي (الإنجليزية)
- فيل جونسون على موقع قاعدة بيانات الأفلام السويدية (السويدية)
- فيل جونسون على موقع إن إن دي بي (الإنجليزية)
- فيل جونسون على موقع قاعدة بيانات الفيلم (الإنجليزية)
- فيل جونسون على موقع كينوبويسك (الروسية)